# Henri-François Renard-Haquin
Henri-François Renard-Haquin (Dijon, 12 december, 2002) is een Frans wielrenner die sinds 2025 uitkomt voor het Pro-Team Wagner Bazin WB.

## Carrière
Henri-François Renard-Haquin begon zijn carrière in 2019 op 16-jarige leeftijd bij Team Prodialog-David Derepasals als junior. In dat jaar reed hij nog geen officiële wedstrijden. Vanaf 2020 reed hij wedstrijden, al waren dat destijds alleen nog maar Franse kampioenschappen bij de junioren.
In 2021 nam hij enkel deel aan veldritten. Uiteindelijk kon hij in 2022 zijn wedstrijden op de weg hervatten op het belofteniveau met zijn nieuw team CC Étupes.
In 2023 reed de jonge wielrenner een gevuld seizoen waar hij vooral aan de start stond bij wedstrijden die geen onderdeel waren van de UCI. Daar deed hij het zeker goed met een overwinning in de Tour Agglo Bourg-en-Bresse en een eindzege in de Ronde van Moselle.
Het volgende seizoen was zijn doorbraak een feit door een vierde plaats in de wegrit van het Frans nationaal kampioenschap voor de beloften en een zege in de vierde etappe van de Ronde van de Elzas. Dit waren zijn eerste UCI-punten. Ook werd hij dit seizoen stagiaire bij het continentale Franse team Saint Michel-Mavic-Auber 93. Waar hij verder de Ronde van Poitou-Charentes in Nouvelle-Aquitaine en de GP van Isbergues reed. Na dit seizoen kreeg hij een profcontract bij het Belgische pro-team Wagner Bazin WB voor twee seizoenen.

## Overwinningen
2023
Eindklassement Ronde van Moselle
2024
4e etappe Ronde van de Elzas
Bergklassement Ronde van Wallonië

## Resultaten in voornaamste wedstrijden
|      | \| Jaar \| Luik-Bast.‑Luik \| \| ---- \| --------------- \| \| 2025 \| 121e \| |
| Jaar | Luik-Bast.‑Luik                                                                |
| 2025 | 121e                                                                           |

## Ploegen
- 2024 –  Saint Michel-Mavic-Auber 93 (vanaf 01/08 als stagiair)
- 2025 –  Wagner Bazin WB